# Factor de Debye-Waller
El factor de Debye-Waller, conocido también como factor de temperatura o factor B es un parámetro utilizado para describir el efecto de los movimientos de los átomos de un sólido cristalino en la difracción de una onda electromagnética. 
El desplazamiento de los átomos de su posición media en una red cristalina debido a vibraciones térmicas causa un cambio de fase de la onda difractada dependiente del ángulo de difracción; este cambio de fase tiene como resultado una disminución de la difracción coherente, por lo que la caracterización del factor de temperatura es fundamental en el análisis de cristales por difracción. El análisis de los factores de temperatura cristalinos puede servir para el estudio de varias propiedades físicas de los materiales, las interacciones atómicas y moleculares, y las propiedades dinámicas de proteínas y biomoléculas complejas.

## Definición y nomenclatura
El factor de Debye-Waller se puede definir en general como la transformada de Fourier de la función que describe la distribución espacial de un átomo desplazado de su posición de referencia en la red cristalina. Este término tiene la forma:
{\displaystyle \exp(-8\pi ^{2}\langle u^{2}\rangle \operatorname {sen} ^{2}\theta /\lambda ^{2})},
donde {\displaystyle u} es el desplazamiento atómico en la dirección de vector de difracción. 
Aunque históricamente el factor se derivó para explicar el efecto de las vibraciones térmicas, estas no son la única posible causa del desplazamiento atómico, y matemáticamente el término también engloba desplazamientos estáticos o dinámicos de los átomos en el cristal indistintamente de su causa. Por este motivo un comité de la Unión Internacional de Cristalografía recomendó en 1996 evitar la denominación «factor de temperatura», aunque sigue siendo común.
A veces también se llama factor de temperatura a diferentes términos del exponente de la expresión para el factor de Debye-Waller. Por ejemplo, en el campo de cristalografía de macromoléculas se conoce predominantemente como factor de temperatura o factor B al término {\displaystyle 8\pi ^{2}\langle u^{2}\rangle }, usualmente con dimensiones de Å2. Esta es la nomenclatura utilizada, por ejemplo, en el Banco de Datos de Proteínas (PDB).

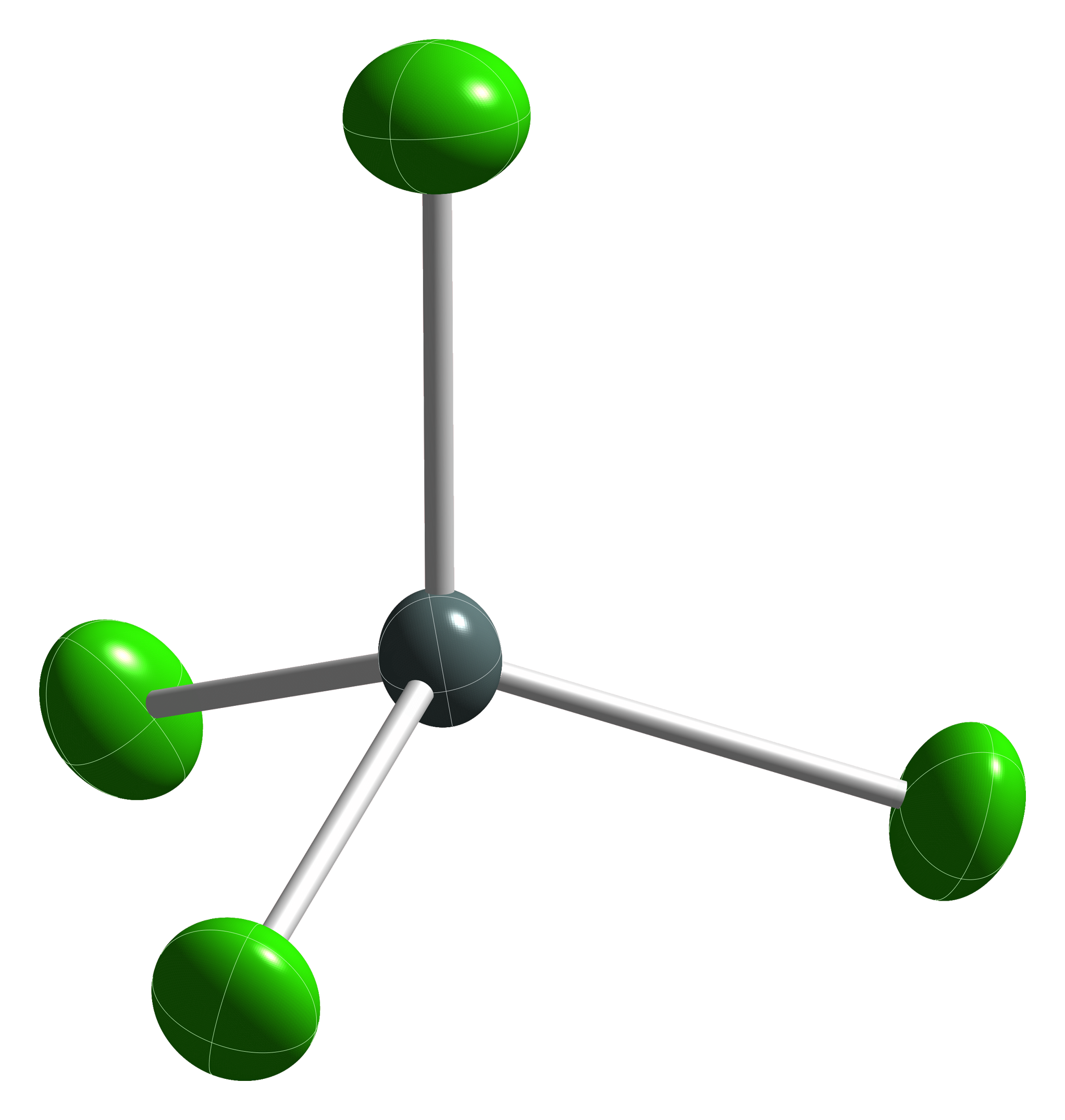
Representación de los desplazamientos atómicos en el cloruro de estroncio que dan lugar al factor de Debye-Waller mediante elipsoides.

La anisotropía en los desplazamientos atómicos se describe por medio de los coeficientes de una matriz de dimensiones 3x3, {\displaystyle U_{ij}=\langle u_{i}\rangle \langle u_{j}\rangle } cuyos términos diagonales representan el desplazamiento en la dirección de los ejes de la celda unidad del cristal. Similarmente, se puede expresar como  {\displaystyle B_{ij}=8\pi ^{2}U_{ij}} En la representación gráfica de las estructuras, los desplazamientos anisotrópicos se representan como una superficie elipsoide. Las componentes del factor de temperatura anisotrópico {\displaystyle U_{ij}} se suelen presentar en unidades de Å2, multiplicadas por un factor de {\displaystyle 10^{4}}.

## Historia
El físico holandés Peter Debye fue el primero que estudió el efecto en la difracción de rayos X por cristales de las vibraciones de los átomos, inmediatamente después de que Max von Laue descubriera el fenómeno en 1912. Debye era ya un experto en la investigación de las vibraciones en sólidos y había derivado el parámetro llamado temperatura de Debye para caracterizar la máxima frecuencia de vibraciones.
Debye determinó que el movimiento de los átomos introducía cambios en la intensidad de la difracción cristalina, dependientes de {\displaystyle \operatorname {sen} ^{2}\theta /\lambda ^{2}}, donde {\displaystyle \theta } es el ángulo de difracción o ángulo de Bragg, y {\displaystyle \lambda } la longitud de onda de los rayos X y del cociente entre la temperatura de Debye y la temperatura ambiente {\displaystyle \Theta /T}: a ángulos y temperaturas mayores, disminuía la intensidad. También observó que esta disminución de la intensidad de los máximos de difracción coherente iba acompañada de un aumento de difracción incoherente o difusa —a la que se denominó posteriormente dispersión difusa térmica— en otras direcciones.
Según Debye, para describir la difracción correctamente, la amplitud de la difracción cristalina debía corregirse por un factor {\displaystyle \exp -M}, o factor de temperatura. Algunos años más tarde, Ivar Waller, un físico sueco, derivó de nuevo la corrección en su trabajo de tesis doctoral, usando un método diferente y halló que era en realidad {\displaystyle \exp -2M}. Los experimentos  posteriores de Waller con cristales que contenían átomos de diversos tipos demostraron que el factor de temperatura era diferente para cada tipo de átomo. Una de las primeras aplicaciones prácticas del trabajo de Debye y Waller fue el desarrollo de un método para determinar experimentalmente la amplitud de la vibración de los átomos en el cero absoluto.
A partir de los años 1940 varios investigadores, empezaron a tener en cuenta la anisotropía del factor de temperatura; la introducción del factor de temperatura anisotrópico conllevaba el uso de tres parámetros atómicos para interpretar los datos de difracción, práctica a la que contribuyó el creciente uso de computadoras a partir de la Segunda Guerra Mundial. Kathleen Lonsdale estuvo entre los primeros cristalógrafos en estudiar la anisotropía de los desplazamientos atómicos y sus estudios de la conexión entre estos y la dinámica en las redes cristalinas marcaron los inicios de este campo.
En los 50 se intentaron interpretar las variaciones de los factores de temperatura en estructuras de moléculas considerando los desplazamientos simultáneos de todos los átomos de la molécula como un cuerpo rígido. En 1968, Verner Schomaker y Kenneth Trueblood introdujeron el modelo TLS para parametrizar los factores de temperatura en términos de tres movimientos: translación, libración u oscilación y «helicoidal» —translation, libration, screw en inglés—. En el caso de macromoléculas complejas, como las proteínas, se refinó esta descripción tratando cada dominio proteico como un cuerpo rígido con parámetros TLS independientes.

## Efecto en el factor de estructura cristalino
El factor de estructura cristalino es la función que describe la difracción por un cristal en una dirección determinada denotada por el vector de dispersión {\displaystyle \mathbf {k} }. Se define como la transformada de Fourier de la función de distribución espacial de la materia difractante {\displaystyle \rho (\mathbf {r} )}, que puede ser la densidad electrónica —en la cristalografía de rayos X— o la delta de Dirac modificada por la  longitud de dispersión del núcleo en difracción de neutrones. El factor de estructura se puede expresar como:
{\displaystyle F(\mathbf {k} )=\int \langle \rho (\mathbf {r} )\rangle \exp(2\pi i\mathbf {k} .\mathbf {r} )\mathrm {d} ^{3}\mathbf {r} }
La densidad media para los átomos {\displaystyle N} en una celda unidad cristalográfica se puede aproximar como:
{\displaystyle \langle \rho (\mathbf {r} )\rangle \approx \sum _{n=1}^{N}\int \rho _{n}(\mathbf {r} -\mathbf {r} _{n})\rho _{n}(\mathbf {r} _{n}-\mathbf {r} _{n0})\mathrm {d} ^{3}\mathbf {r} _{n}}
donde {\displaystyle \mathbf {r} _{n}} es la posición de núcleo del átomo {\displaystyle n} y {\displaystyle \mathbf {r} _{n0}} es la posición de referencia del átomo en la celda unidad. Definiendo el vector de displazamiento {\displaystyle \mathbf {u} } como {\displaystyle \mathbf {u} =\mathbf {r} _{n}-\mathbf {r} _{n0}}, se llega a la siguiente expresión para el factor de estructura:
{\displaystyle F(\mathbf {k} )=\sum _{n=1}^{N}f_{n}(\mathbf {k} )T_{n}(\mathbf {k} )\exp(2\pi i\mathbf {k} .\mathbf {r} _{n0})}
donde {\displaystyle f_{n}(\mathbf {k} )} es el factor de forma atómica y {\displaystyle T_{n}(\mathbf {k} )} es el factor de Debye-Waller, expresado como la transformada Fourier de la función de densidad espacial del átomo desplazado de su posición de referencia {\displaystyle \mathbf {r} _{n0}}:
{\displaystyle T_{n}(\mathbf {k} )=\int \rho _{n}(\mathbf {u} )\exp(2\pi i\mathbf {k} .\mathbf {u} )\mathrm {d} ^{3}\mathbf {u} }
En muchos casos se puede considerar que los desplazamientos atómicos son armónicos y, por lo tanto, la función {\displaystyle \rho (\mathbf {u} )} es una gausiana. Sustituyendo {\displaystyle \mathbf {k} =2\operatorname {sen} \theta /\lambda }, se obtiene la expresión más habitual para el factor de Debye-Waller anisotrópico —en el caso isotrópico, los desplazamientos atómicos no dependen de la dirección de {\displaystyle \mathbf {k} }—:
{\displaystyle T(\mathbf {k} )=\exp(-8\pi ^{2}\langle u_{\mathbf {k} }^{2}\rangle \operatorname {sen} ^{2}\theta /\lambda ^{2})}
De la expresión para el factor de Debye-Waller se desprende que disminuye la intensidad de la difracción, tanto más mientras mayor sea el ángulo de Bragg {\displaystyle \theta } y la amplitud de los desplazamientos atómicos {\displaystyle \mathbf {u} }. En términos físicos, la desviación de los átomos de su posición de referencia en la red cristalina rompe la periodicidad perfecta del cristal. Esto introduce cambios de fase en las ondas difractadas por estos átomos y la interferencia entre ellas deja de ser totalmente constructiva. Para valores elevados de {\displaystyle \operatorname {sen} ^{2}\theta /\lambda ^{2}} la distancia entre planos de Bragg es pequeña y el desfase es mayor, por lo que la difracción a altos ángulos se ve más afectada.
La disminución de la difracción coherente va acompañada de un aumento de dispersión incoherente, denominada en este caso dispersión difusa térmica, alrededor de las reflexiones cristalinas. Puesto que esta dispersión difusa es el resultado de los desplazamientos atómicos, puede observarse incluso para lo que serían reflexiones prohibidas si el cristal estuviera perfectamente ordenado.

## Dependencia de la temperatura
El desplazamiento cuadrático medio atómico {\displaystyle \langle u^{2}\rangle } se puede expresar en función de la temperatura {\displaystyle T} como:
{\displaystyle \langle u^{2}\rangle ={\frac {3\hbar T}{mk\Theta ^{2}}}(\Phi (x)+{\frac {x}{4}})}
donde {\displaystyle \hbar } y {\displaystyle k} son las constantes de Planck y Boltzman respectivamente, {\displaystyle m} es la masa del átomo, {\displaystyle \Theta } es la temperatura de Debye y  {\displaystyle \Phi (x)} es una función integral dependiente del cociente {\displaystyle x=\Theta /T}. Esta fórmula implica que los desplazamientos atómicos, y por tanto, el factor de Debye-Waller aumentan con la temperatura, aunque la dependencia es menos pronunciada para sustancias con una temperatura de Debye alta, como el diamante.

## Cálculo
En el caso de cristales de elementos puros, el factor de Debye-Waller se puede calcular directamente a partir de las frecuencias de los fonones. Es posible calcular un valor exacto en la aproximación «cuasiarmónica», que tiene en cuenta los efectos del volumen del cristal en la distribución de las frecuencias de los fonones. Un método más sencillo de obtener el valor, aunque menos exacto, es a partir de las constantes elásticas del material, aplicando el modelo de Debye.
En general, el factor de Debye-Waller se puede derivar empíricamente a partir de datos medidos a varias temperaturas, aunque los errores experimentales y otros factores pueden complicar notablemente este método. Los valores obtenidos experimentalmente contienen las contribuciones de desplazamientos de los átomos debidos a distorsiones y defectos del cristal, la presencia de impurezas y, en el caso de moléculas más complejas, movimientos coordinados de varios grupos de átomos; normalmente se refina junto con la posición de los átomos; si existen suficientes datos, se parametriza como una matriz 3x3 (factor de temperatura anisotrópico), aunque en el caso de macromoléculas con muchos átomos se utiliza un único factor isotrópico para cada átomos o grupos de átomos.

## Aplicaciones
Una desventaja de la cristalografía, en comparación con otras técnicas de análisis estructural, como, por ejemplo, la resonancia magnética nuclear (NMR) es que los modelos moleculares resultantes son estáticos y no contienen información directa sobre las distintas posiciones adoptadas por los átomos durante el tiempo de medida, que pueden ser importantes para elucidar el mecanismo de actuación de la molécula, sobre todo en bioquímica.  El análisis de los factores de temperatura derivados experimentalmente, puede, en ciertas condiciones, paliar este problema y proporcionar datos sobre los movimientos de diversas partes de macromoléculas complejas, como las proteínas, a escalas de tiempo entre pico y nanosegundos, típicamente menores que las del experimento. Incluso una comparación relativamente simple entre los factores de temperatura entre distintas partes de las enzimas puede desvelar cuáles son las partes activas durante reacciones metabólicas. También se ha hallado una relación entre los valores de los factores de temperatura y la termoestabilidad de las proteínas.
En el campo de ciencia de materiales, se ha establecido una relación entre los parámetros de desplazamiento atómicos y varias propiedades como la conductividad térmica y otros propiedades funcionales importantes de ciertos materiales termoeléctricos.